# Auswanderung

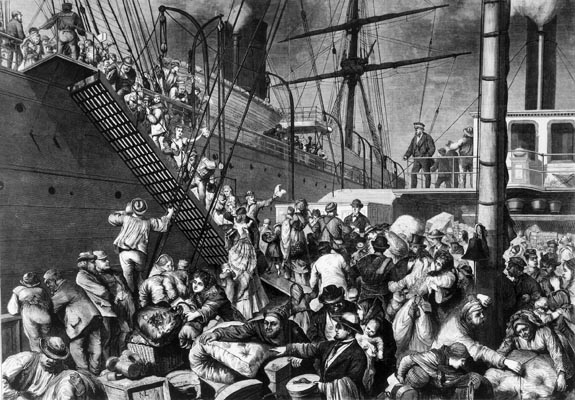
Deutsche Emigranten gehen an Bord eines in die USA fahrenden Dampfers (um 1850)

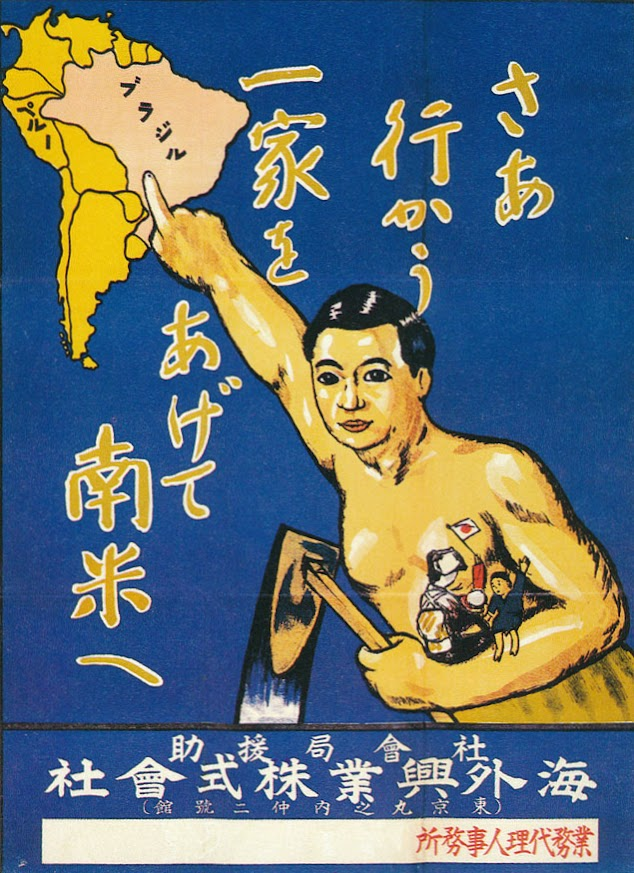
Japanisches Regierungsplakat zur Förderung der Auswanderung nach Brasilien

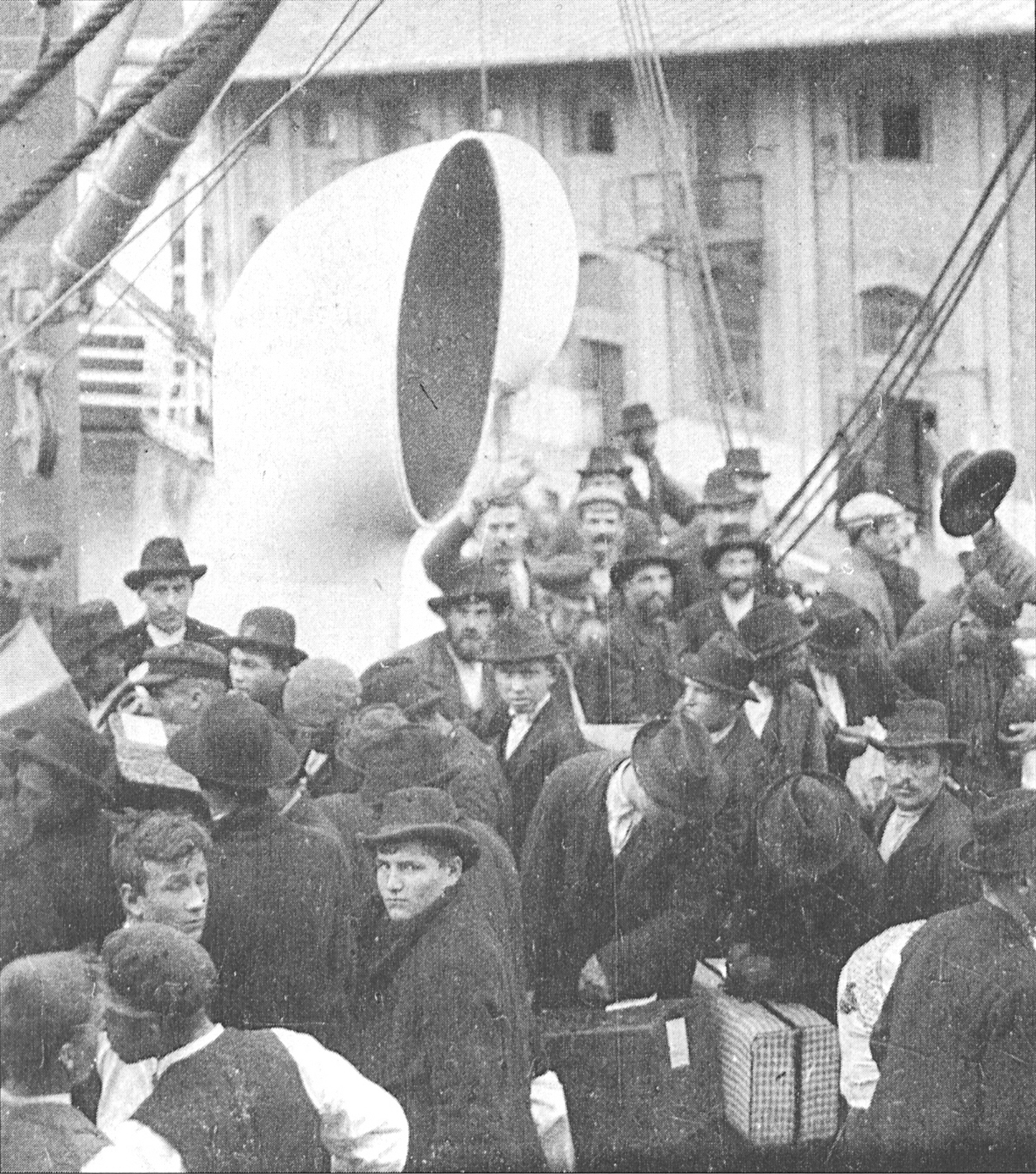
Auswanderer aus Österreich-Ungarn auf einem Schiff der Austro-Americana in Triest Anfang des 20. Jahrhunderts

Auswandererlager der Hamburger BallinStadt (1907)

Auswanderung oder Emigration (von lateinisch ex, e ‚hinaus‘ und migrare ‚wandern‘) ist das Verlassen eines Heimatlandes auf Dauer. Emigranten oder Auswanderer verlassen ihre Heimat aus wirtschaftlichen, religiösen, politischen, beruflichen oder persönlichen Gründen. Auf die Auswanderung aus einem Land folgt die Einwanderung (Immigration) in ein anderes. Der Wohnsitzwechsel innerhalb eines festgelegten Gebietes wird hingegen als Binnenmigration bezeichnet. Meist wandern Einzelpersonen oder einzelne Familien aus; in der Geschichte gab es aber auch Auswanderungen von großen Bevölkerungsgruppen.
Laut Artikel 13 der Allgemeinen Erklärung der Menschenrechte hat jeder Mensch das Recht, „sich innerhalb eines Staates frei zu bewegen und seinen Aufenthaltsort frei zu wählen“ sowie „jedes Land, einschließlich seines eigenen, zu verlassen und in sein Land zurückzukehren“.
In der Wissenschaft ist heute der nicht auf Auswanderung beschränkte Begriff Migration gebräuchlicher. Neben der Migrationssoziologie beteiligen sich zahlreiche Sozialwissenschaften an der Migrationsforschung.
Eine Person hat laut statistischem Bundesamt in Deutschland einen  Migrationshintergrund, wenn sie selbst oder mindestens ein Elternteil nicht mit deutscher Staatsangehörigkeit geboren wurde.

## Geschichte der Auswanderung
Wanderungsbewegungen hat es immer gegeben, zum Beispiel motiviert durch existenzielle Bedrohung (Hungersnöte, Kriege, Naturkatastrophen etc.) und/oder durch die Hoffnung auf bessere wirtschaftliche Bedingungen anderswo. In der Forschung spricht man von Push- und Pull-Faktoren: Push-Faktoren im Herkunftsland bewirken einen (Aus)wanderungsdruck, angebliche oder wirkliche Vorteile am Zielort (Aufnahmeland) einen (Ein)wanderungs„sog“.
Insofern hat jede Auswanderung mindestens zwei Aspekte, nämlich
- die Lage im abgebenden Land: Bevölkerungs- und Begabungsverlust, aber auch Entlastung bei knappen Ressourcen, sowie des akuten Verlustes von Einwohnern,
- die Lage im aufnehmenden Land: Probleme der Akkulturation (vor allem Erlernen der Sprache)[3] und Integration, aber auch Zuwanderung von Arbeitskräften, Fachwissen und kultureller Vielfalt.

### Europa
In der Frühen Neuzeit war die erzwungene Emigration ganzer Bevölkerungsgruppen verbreiteter als die freiwillige Auswanderung. Beispiele dafür sind die Vertreibung der Juden aus Spanien sowie der Mauren nach 1492, die Exulantenströme protestantischer Glaubensflüchtlinge seit dem 15. Jahrhundert, die zwangsweise Umsiedlung von Indianerstämmen in Reservate und später die Anlage von Verbrecherkolonien.
Während Reformation und Gegenreformation (1550–1750) mussten viele Protestanten ihre Heimat aus Glaubensgründen verlassen, denn seit Ende des 16. Jahrhunderts wurde das Prinzip cuius regio eius religio von den Fürsten immer strenger durchgesetzt. Wer nicht zur Konfession seines Landesherren übertreten wollte, war gezwungen, das ius emigrandi (Recht auszuwandern) zu nutzen und auszuwandern. Zum Beispiel wanderten die Protestanten in Böhmen von 1620 bis etwa 1680 in mehreren Wellen aus.
Im späten 17. Jahrhundert kam es zu mehreren Emigrationswellen von Hugenotten aus Frankreich. Als König Ludwig XIV. 1685 mit dem Edikt von Fontainebleau das Toleranzedikt von Nantes aufhob und damit den Protestantismus verbot, der vor allem in Südfrankreich weit verbreitet war, verließen Tausende von Angehörigen der protestantischen Oberschicht ihre Heimat und siedelten sich überwiegend in England, den Niederlanden, Preußen und anderen protestantischen Territorien des Heiligen Römischen Reichs an. Kurfürst Friedrich Wilhelm von Brandenburg reagierte auf die Vertreibung der Hugenotten mit dem Edikt von Potsdam.

### Deutscher Sprachraum

#### Mittelalter
Während des Mittelalters wanderten in verschiedenen Wellen Menschen aus dem Heiligen Römischen Reich in die slawisch und baltisch besiedelten Gebiete östlich davon aus (Ostsiedlung). Das führte teils zu einer Vermischung, teils blieben die deutschen Siedler eine Minderheit, teils assimilierten sich die Zuwanderer – zum großen Teil bewirkten sie allerdings insgesamt eine Germanisierung der jeweiligen Gebiete.
Das ist der Grund für die heutige östliche Ausdehnung des deutschen Sprachraums bzw. dessen noch größere östliche Ausdehnung bis zum Zweiten Weltkrieg. Weite Bereiche des heutigen Ostdeutschlands sowie die östlichen Teile Preußens gehörten um 1000 noch nicht zum Gebiet des Heiligen Römischen Reiches und wurden erst durch die Auswanderungswellen aus dem Reichsgebiet deutschsprachig (manche auch nie, z. B. Teile der ehemaligen Provinz Posen), später zum großen Teil auch Bestandteil des Heiligen Römischen Reichs.
Die Siedlungsbewegung in Richtung Osten setzte sich auch in der Neuzeit fort. Allerdings unter veränderten Rahmenbedingungen (siehe unten), und die Zielgebiete lagen oft immer weiter im Osten. Sie waren nicht immer mit dem deutschen Sprachraum verbunden und wurden zu Inseln der deutschen Sprache (zum Beispiel Wolgadeutsche, siehe unten).

#### Dreißigjähriger Krieg und dessen Nachkriegszeit
Zu starken Emigrationsbewegungen aus wirtschaftlichen Gründen kam es nach dem Dreißigjährigen Krieg, als Arbeitsemigranten aus der übervölkerten Schweiz (vor allem aus den Kantonen Bern, Zürich, Thurgau und aus Gebieten des heutigen Kantons St. Gallen) sowie aus Vorarlberg in den zerstörten, teilweise menschenleeren Gegenden Südwestdeutschlands ansässig wurden und halfen, das verwüstete Land wieder zu besiedeln.

#### 18. Jahrhundert
Seit dem 15. Jahrhundert förderten einige Landesherren wie die Grafen zu Wied oder die Könige von Preußen die Ansiedlung von Glaubensflüchtlingen im Rahmen ihrer Peuplierungspolitik durch Vergünstigungen, weil sie auf Impulse für ihre Wirtschaft hofften. So fanden 1733 auch die Salzburger Exulanten aus dem Erzstift Salzburg Aufnahme in Preußen.
In der zweiten Hälfte des 18. Jahrhunderts emigrierten viele Menschen aus den deutschen Staaten nach Osten: nach Ungarn, Rumänien und Russland, auch hier ermutigt durch Landesherren. In manchen Ansiedlungsgebieten blieben die Sprache und Kultur des Heimatlandes jahrhundertelang erhalten, da die Siedlungen nach außen weitgehend isoliert waren und insbesondere Heiratsverbindungen mit Einwohnern des aufnehmenden Landes fast ausgeschlossen waren. Indessen entwickelten die Auswanderer eine bedeutende Wirtschaftskraft.
Personen, die aus religiösen Gründen auswanderten, zogen darüber hinaus schon im 18. Jahrhundert in die Vereinigten Staaten von Amerika, um bei der dort gewährten Religionsfreiheit ohne Repressalien leben zu können. Das war insbesondere für kleine religiöse Gruppierungen von Interesse. Vor allem der Staat Pennsylvania zog Menschen aller religiösen Richtungen an. Man nahm an, dass allein im 18. Jahrhundert ca. 200.000 Menschen aus Deutschland nach Amerika auswanderten.

#### 19. Jahrhundert
Im 19. Jahrhundert erreichte die um 1820 einsetzende Auswanderung im deutschsprachigen Raum einen Höhepunkt. Es kam verschiedentlich zu Massenauswanderungen; sie hingen unter anderem mit der konjunkturellen Entwicklung, mit Missernten und/oder mit der Demografie Deutschlands zusammen. Man kann drei Phasen der Massenauswanderung unterscheiden:

##### 1816/1817
Der Vulkan Tambora auf der Insel Sumbawa (Indonesien) schleuderte im April 1815 so viel Asche in die Atmosphäre,  dass es 1815 und 1816 auf der nördlichen Halbkugel extrem nasse und kalte Sommer gab („Jahr ohne Sommer“) und die Ernte zweier Jahre ausfiel. Deshalb kam es zu einer großen Emigrationsbewegung. In Südwestdeutschland schifften sich viele Menschen auf der Donau ein und siedelten in Südrussland (Bessarabien, in der Gegend um Odessa und um Tiflis im Kaukasus). Ein kleinerer Teil der Emigranten wanderte in die Vereinigten Staaten aus.

##### 1845–1865

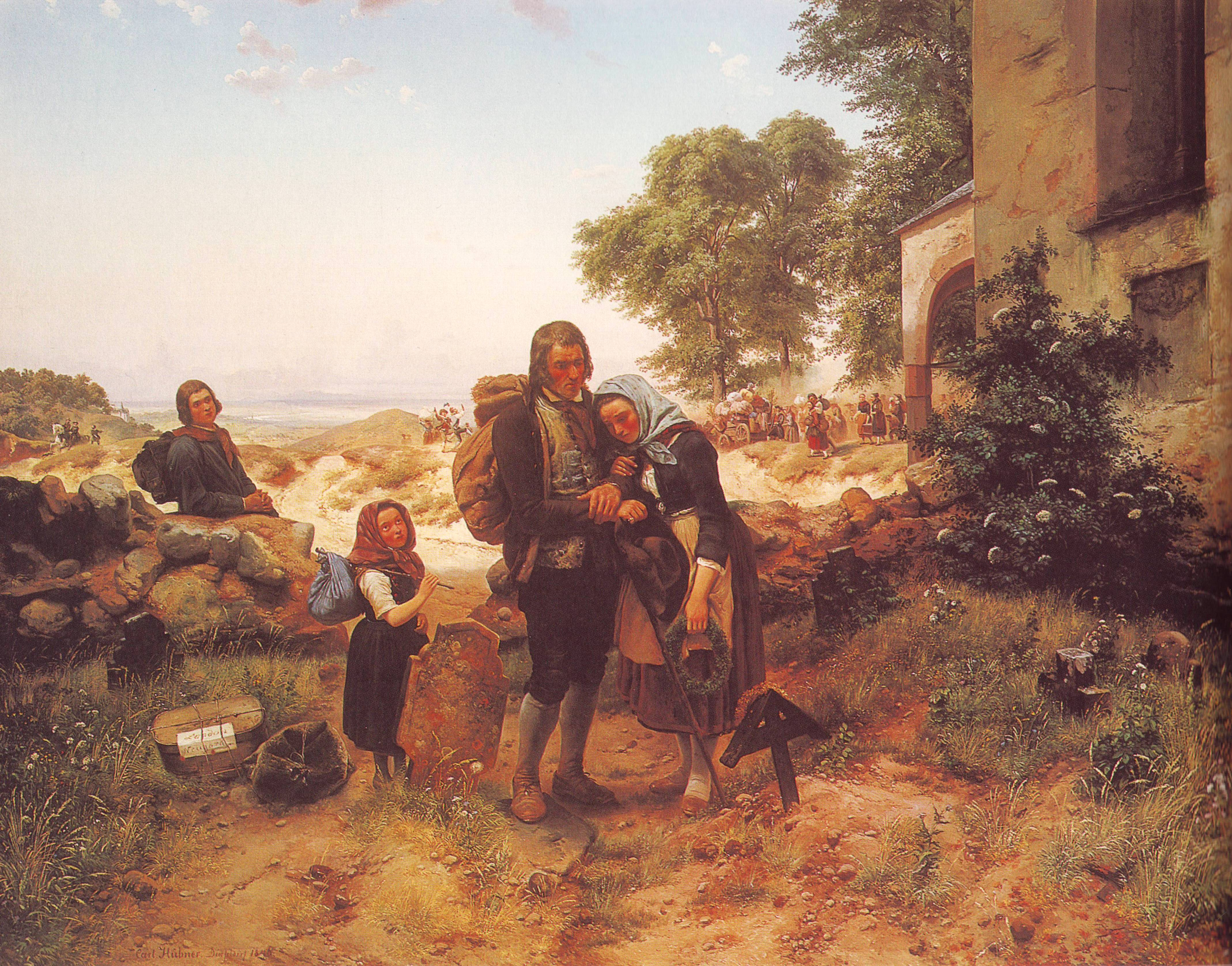
Die Auswanderer (Abschied der Auswanderer von ihrer Heimat), Carl Wilhelm Hübner, 1846

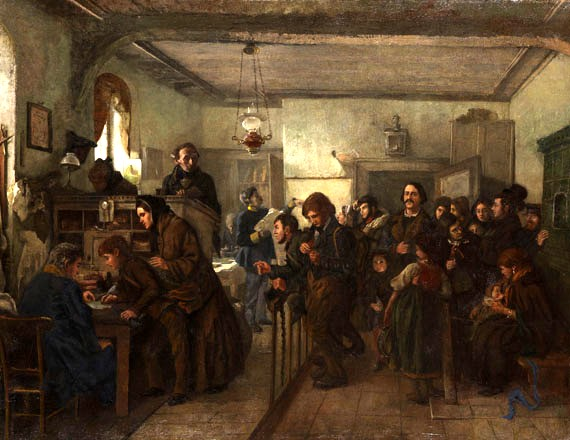
Im Auswanderungsbüro, Felix Schlesinger, 1859

Wiederum lösten Pauperismus und eine anhaltende Wirtschaftskrise eine Massenemigration – die größte des 19. Jahrhunderts – aus; nun zogen die Auswandererströme fast ausnahmslos in die Vereinigten Staaten. Dort wurden weite Landstriche erschlossen und besiedelt; man bekämpfte und vertrieb die ansässigen indigenen Völker. Ein weiteres Motiv zur Auswanderung waren Goldfunde in Kalifornien seit 1848, die den kalifornischen Goldrausch auslösten.
Die Lage und Motive der Auswanderer dieser Zeit aus dem Hunsrück nach Brasilien thematisierte Edgar Reitz in seinem 2013 erschienenen Spielfilm Die andere Heimat.
Die Paulskirchenverfassung von 1849 sah Grundrechte der Freizügigkeit im Bundesgebiet (§ 133 Abs. 1) und der Auswanderungsfreiheit (§ 136 Abs. 1) vor. Zuvor hatten bereits einzelne deutsche Staaten, angefangen mit Baden im Jahr 1803, eine Ausreisefreiheit festgeschrieben, und die Bundesakte vom 8. Juni 1815 hatte die Binnenwanderung ohne Abzugsgeld innerhalb des Gebiets des Deutschen Bundes ermöglicht, wobei die Auswanderung nach Übersee dem Ermessen der Einzelstaaten überlassen geblieben war. Die Paulskirchenverfassung scheiterte zwar, gilt aber als wegweisend für die deutschen Verfassungen des 20. Jahrhunderts.
Nach der gescheiterten Märzrevolution wanderten viele Deutsche aus politischen Gründen aus; sie werden auch „Achtundvierziger“ oder Forty-Eighters genannt.
Nach 1855 wanderten weniger Menschen aus, während des Amerikanischen Bürgerkriegs (1861–1865) fast keine. Friedrich Naumann bezifferte 1916 die Zahl der zwischen 1821 und 1912 in die USA Ausgewanderten auf 5,45 Millionen.
Von 1816 bis 1861 war der bayerische Matrikelparagraf einer der Hauptgründe für das Überwiegen bayerischer Juden in der ersten jüdischen Einwanderungswelle in die USA.
Als Teil der gleichen Auswanderungswelle wanderten auch tausende Deutsche in die australischen Kolonien aus. Ihre Zahl wird auf etwa 70.000 bis 80.000 – bis zum Ersten Weltkrieg – geschätzt. Die Deutschen prägten die Geschichte des Kontinentes nachhaltig.

##### 1880er Jahre

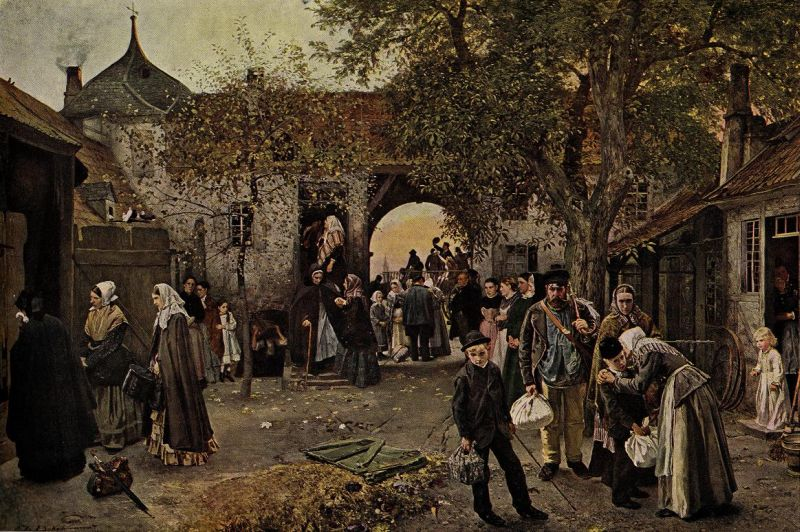
Abschied der Auswanderer, Christian Ludwig Bokelmann, 1882

Nach 1880 kam es noch einmal zu einer Auswanderungswelle in die Vereinigten Staaten, die jedoch nicht mehr die Stärke der anderen Auswanderungsbewegungen erreichte. Die Auswanderung über Bremen erfolgte jetzt größtenteils von Bremerhaven aus. Dort wurde seit 1850 ein Auswandererhaus betrieben, damit die Emigration mit Schiffen erfolgen konnte, die mehr Tiefgang hatten.

##### Bilddokumente aus der zweiten Hälfte des 19. Jahrhunderts

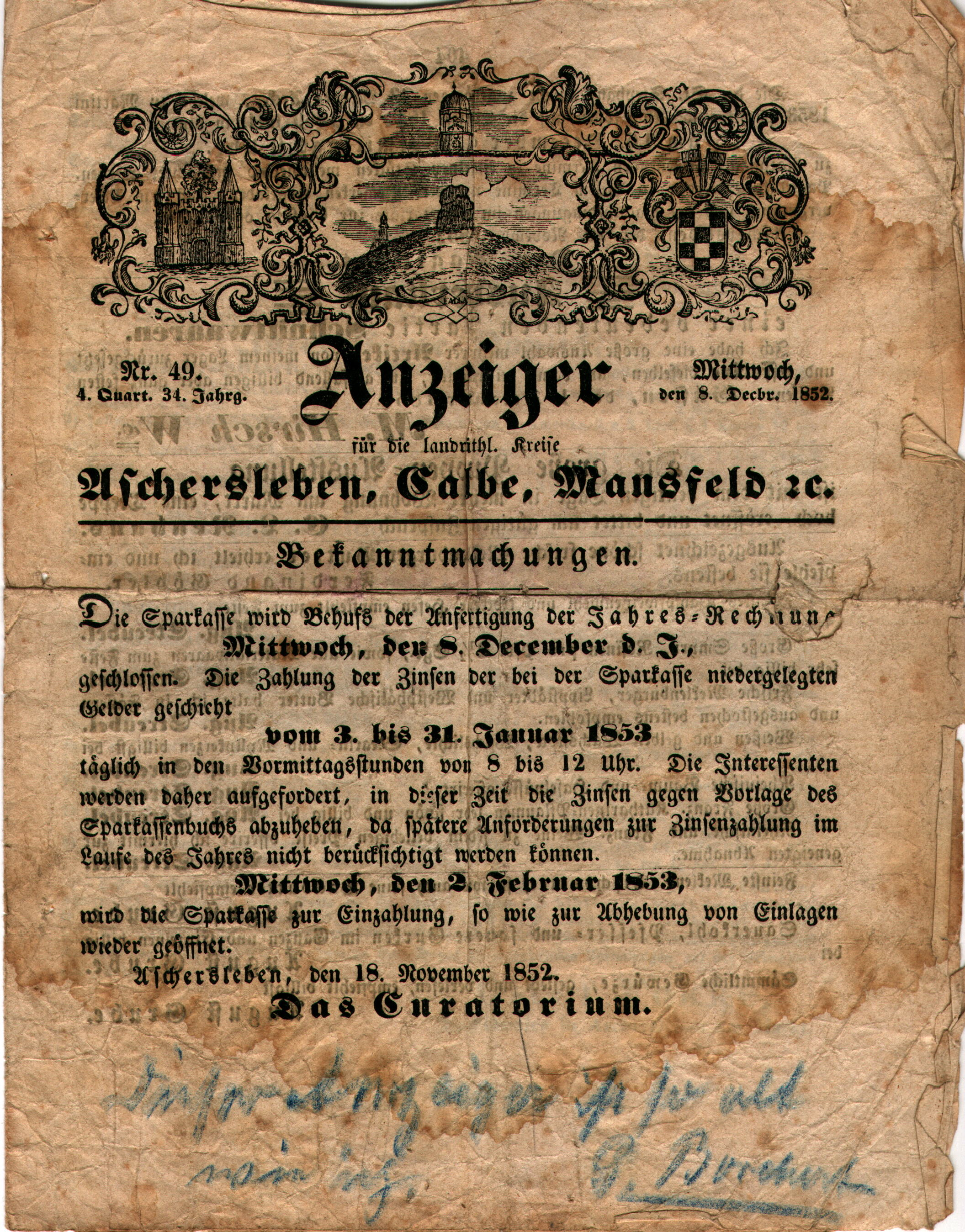
Deckblatt des Aschersleber Anzeigers (1852)
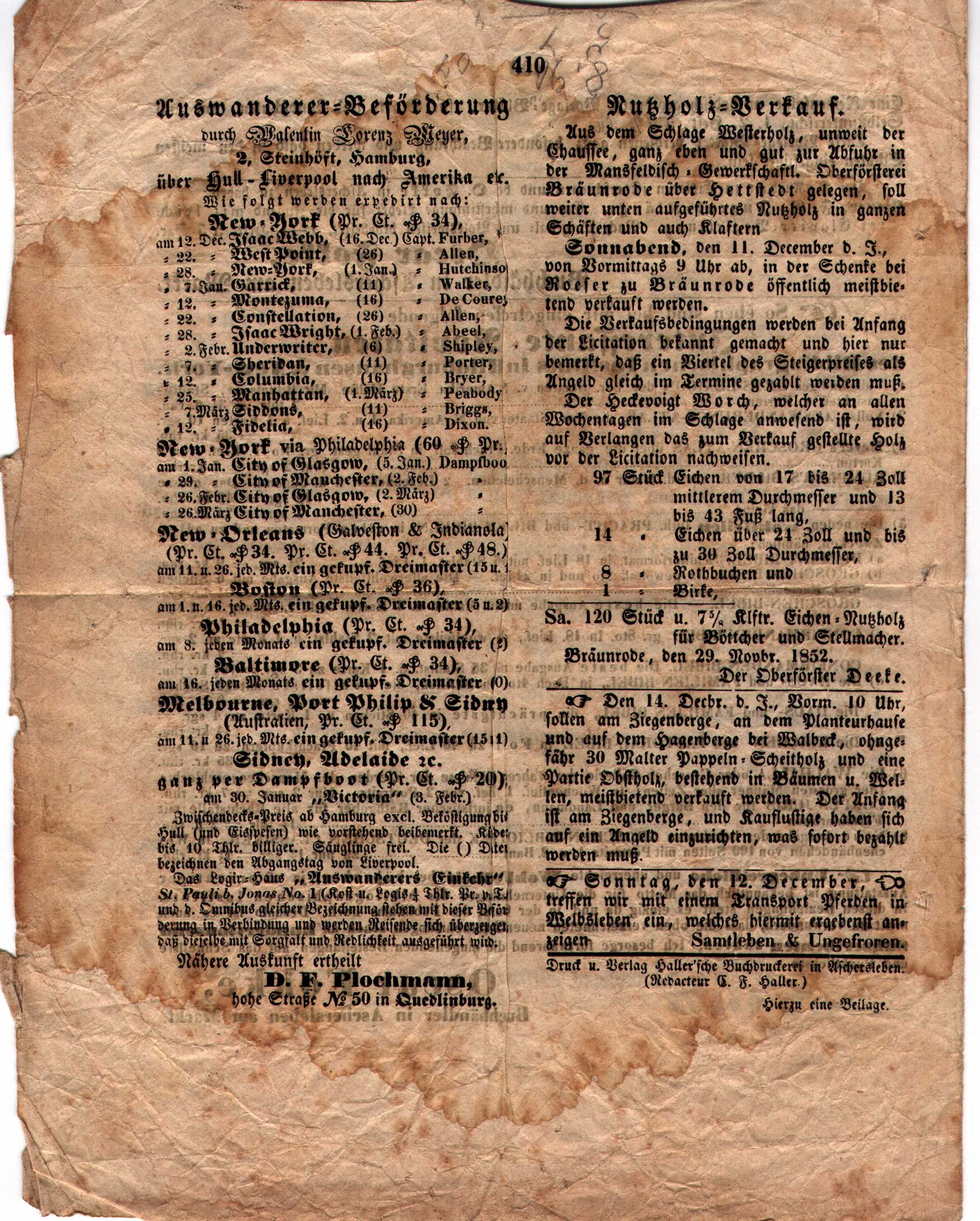
Anzeige zur Auswanderer-Beförderung im Aschersleber Anzeiger (1852)
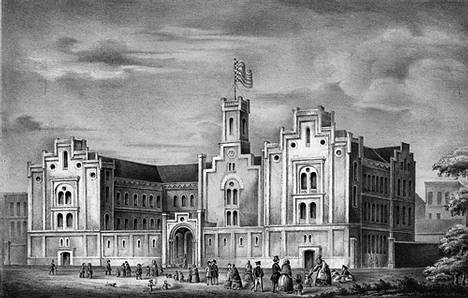
Auswandererhaus in Bremerhaven (1849–1865)
So sah es 1882 im Inneren (3. Klasse) eines Auswandererhauses aus.

#### Betrügereien im osteuropäischen Auswanderungsmarkt
„In den Jahren 1889/90 standen zwei Agenten der Hapag, die ein Geschäftsbüro in Auschwitz (Oswiecim) betrieben hatten, wegen fortgesetzten Betrugs vor Gericht.“

Die beiden Agenten Jacob Klausner und Simon Herz hätten in großem Stil Eisenbahnschaffner und Beamte, Zöllner und sogar Polizisten bestochen, wird berichtet. Die Wände ihrer Agentur in Auschwitz hatten sie mit dem deutschen Reichsadler und einem Porträt des Kaisers geschmückt. Dort stand ein „Telegraph“ – ein alter Wecker. Über den sprachen sie mit Herbergen in Hamburg, Arbeitgebern in den USA oder sogar mit dem „Kaiser von Amerika“. Polizisten, die von Auswanderern respektiert und gefürchtet waren, erzählten – im Auftrag der Agenten –, dass Amerika nur über Hamburg zu erreichen sei.

„Jeder, der eine Fahrkarte oder eine Passageanweisung für eine andere Linie als die Hapag besaß, wurde bedrängt und zum Teil gezwungen, diese verfallen zu lassen und in der Agentur eine "richtige" zu kaufen.“

Diese Auswanderer glaubten, ihre Auswanderung sei ungesetzlich. Viele junge Männer wollten sich auch der Wehrpflicht entziehen und hatten keinen Mut, sich den Praktiken der Agentur zu widersetzen. Wenn sie es dennoch taten, wurden sie „von einem der bestochenen Polizisten verhaftet, eingesperrt, geschlagen und auf andere Weise misshandelt, bis sie nachgaben und den Weisungen der Agenten folgten.“ Diese Agentur schloss in den späten 1880er Jahren mit etwa 12.400 Menschen pro Jahr Überfahrtsverträge ab. Weit verbreitete Korruption im Verwaltungsapparat wird für das Funktionieren des Systems verantwortlich gemacht.

„Zudem kamen die meisten Auswanderer, die einer geschlossenen Front von Geschäftemachern ausgeliefert waren, aus kleinen Dörfern und konnten weder lesen noch schreiben. Für diese armen Bauern war Amerika die große Hoffnung auf ein besseres Leben; sie wußten nichts über dieses Land, aber weil sie so viele Wünsche damit verbanden, waren sie bereit, fast alles zu glauben, vor allem die guten Nachrichten. […] Das hochspezialisierte, gesetzlicher Kontrolle unterworfene System professionell betriebener Auswanderungsagenturen […] in Westeuropa […] galt nicht für den osteuropäischen Auswanderungsmarkt. Skrupellose Agenten sorgten dort für das Geschäft, von dem die deutschen Schiffahrtslinien inzwischen wirtschaftlich abhängig waren.“

Zum Schutz der Auswanderer entstanden Organisationen wie der Verein zum Schutze Katholischer Auswanderer (heute Raphaels-Werk), der am 13. September 1871 durch das „Comité zum Schutz deutscher Auswanderer“ auf Anregung des Limburger Kaufmanns Peter Paul Cahensly gegründet wurde.

#### 20. Jahrhundert bis 1945
In der Zeit der Inflation nach dem Ersten Weltkrieg emigrierten ganze Gruppen nach Argentinien und Südbrasilien (Bundesstaaten Rio Grande do Sul und Santa Catarina). Auch hier entstanden deutschsprachige Siedlungen; ein Landstrich in Südbrasilien heißt heute noch Neu-Württemberg.
Nach der Machtergreifung der NSDAP 1933 setzten die Judenverfolgung sowie eine vollständige Unterdrückung jeglicher politischen Opposition ein (siehe z. B. Gleichschaltung, Sopade / SPD im Exil). Menschen, die früh genug die Gefahr erkannten, genügend Geld und berufliche Ausbildung hatten, verließen das Deutsche Reich mehr oder weniger freiwillig. Die Filmmetropole Hollywood profitierte vom Zustrom an kreativem Personal wie Produzenten, Regisseuren und Schauspielern. Rund 2.000 deutschsprachige Filmschaffende emigrierten während der Zeit des Nationalsozialismus. Der spätere Filmklassiker Casablanca (1942) war beispielsweise überwiegend mit eingewanderten Schauspielern besetzt.
Berühmte Emigranten waren beispielsweise im 20. Jahrhundert der Naturwissenschaftler Albert Einstein, die Mediziner Philipp Schwartz, Rudolf Nissen und Erich Frank, die Schriftsteller Thomas Mann, Heinrich Mann, Oskar Maria Graf, Erich Maria Remarque, Anna Seghers, Ernst Karl Winter, Arnold Zweig, Ludwig Renn und Bertolt Brecht, die Politiker Willy Brandt und Ernst Reuter sowie die Regisseure Billy Wilder, Fritz Lang und Douglas Sirk, die Deutschland während der Zeit des Nationalsozialismus verließen und z. B. in die USA oder die Türkei emigrierten. Unter denen, die Deutschland in der NS-Zeit zwangsweise verließen, waren auch viele Universitätsprofessoren, zum Beispiel der Karlsruher Professor für Physikalische Chemie Georg Bredig, der Kölner Professor für Zoologie Ernst Bresslau, der Hallenser Professor für Altgriechische Philologie Paul Friedländer, der Aachener Professor für Technische Chemie Walter Fuchs, der Frankfurter Professor für Physik Karl Wilhelm Meissner, der Berliner Professor für Physik Peter Pringsheim, der Breslauer Professor für Physik Fritz Reiche, der Berliner Professor Kurt Lewin u. a.
- Siehe dazu auch: die Namensliste / Kategorie der Emigranten zur Zeit des Nationalsozialismus

Etwa 10.000 Emigranten aus Deutschland und Österreich dienten während des Zweiten Weltkrieges in der britischen Armee und kämpften so gegen das NS-Regime.

#### Nach 1945
Nach 1945 kam es zu einer vorsichtigen Rückwanderung (Remigration) von einzelnen Personen in die beiden deutschen Staaten. Im Westen Deutschlands erlebten sie zum Teil offene Anfeindungen dafür, dass sie im Ausland gegen die Nazi-Politik direkt oder indirekt Stellung bezogen hatten. Einige Emigranten lehnten eine Remigration grundsätzlich ab; einige von ihnen wollten nie wieder „deutschen Boden“ betreten und proklamierten / begründeten das auch öffentlich.
Unter den Emigranten waren auch Täter des Nazi-Regimes aus Deutschland, die zur Flucht vor einer Strafverfolgung die sogenannten Rattenlinien nutzten. Bis Sommer 1949 konnten aber nur wenige Deutsche auswandern, da der Emigration politische Hindernisse entgegenstanden. Diese Hindernisse wurden erst mit der Gründung der Bundesrepublik Deutschland abgebaut.
Nach 1945 emigrierten viele Menschen aus Deutschland zum Beispiel nach Australien und Südamerika, in erster Linie wegen der ökonomischen Perspektivlosigkeit der unmittelbaren Nachkriegszeit, die erst mit der Währungsreform und dem folgenden Wirtschaftswunder endete. Hinzu kamen bei Wissenschaftlern die von den Alliierten erlassenen Forschungseinschränkungen, die in Deutschland bis 1955 in Kraft blieben.
In den Jahren 1945 bis 1990 verließen mehrere Millionen Menschen die SBZ bzw. deren Folgestaat, die DDR, als Flüchtlinge ganz überwiegend aus Unzufriedenheit mit dem angestrebten sozialistischen Gesellschaftsmodell und um in Westdeutschland zu leben.
Die Massenflucht wurde durch die Errichtung der Berliner Mauer im August 1961 gestoppt. Sie entwickelte sich ab dem Sommer 1989 erneut dynamisch und beschleunigte den Zusammenbruch der DDR.
Im Jahr 2015 wanderten etwa 140.000 Deutsche aus ihrem Heimatland aus, im Jahr 2016 waren es 281.000 und im Jahr 2017 waren es 249.000 Deutsche.
Die Zahl der jährlich aus Deutschland fortziehenden Ausländer ist um ein Vielfaches höher (siehe hierzu: Wanderungsbilanz Deutschlands).

### Hygienische Verhältnisse auf den Auswandererschiffen
Die Verhältnisse auf den Auswandererschiffen waren zunächst ein Alptraum:

„Rund 400 Personen erlebten zum Beispiel im Zwischendeck des Segelschiffes "Bremen" die Überfahrt nach Amerika. Eine Separierung von kranken und gesunden Auswanderern war aufgrund des Platzmangels nicht möglich, so dass sich Krankheiten schnell ausbreiten konnten.“

Erst 1870 änderte sich das: Die beiden Hansestädte Bremen und Hamburg beschlossen in Gesetzen, dass kranke und gesunde Auswanderer getrennt werden mussten.

„Mit der Einführung der Dampfschiffe verbesserte sich die Situation deutlich. Es wurden Schiffsärzte eingestellt, und größere Raumkapazitäten ermöglichten die Einrichtung von Behandlungsräumen.“

Mehrere Gründe gab es für die Ausbreitung von Krankheiten auf den frühen Auswandererschiffen: Es fehlten sanitäre Anlagen, Schmutz und Abfälle wurden oft einfach auf den Boden geworfen, es mangelte an Reinigung und in den Schiffsräumen herrschte Enge und Feuchtigkeit. Desinfektionsmittel gab es in den damaligen Zeiten noch nicht. Die Reedereien ließen die Schiffe mit Wacholderbeeren, Essig oder Schwefel ausräuchern. Wenn die Reedereien sie bereitstellten, gab es eine kleine Medizinkiste mit Medikamenten. Den Auswanderern fielen die hygienischen Verhältnisse oft gar nicht auf; denn auch in ihren Heimatorten – oft auf dem Land – gab es keine Mediziner und man konnte sie sich finanziell nicht leisten,

„1854 standen auf dem Segelschiff "Bremen" nur Eimer zur Verfügung, eine Toilette gab es im Zwischendeck zu diesem Zeitpunkt noch nicht.“

In späteren Zeiten, z. B. auf der "Columbus 1929, standen den Passagieren auch in der dritten Klasse Mehrbettkabinen mit Waschmöglichkeiten zur Verfügung. Auf der "Lahn" gab es 1887 schon WCs und Gruppenwaschräume.

## Gründe für eine Auswanderung
Eine Auswanderung gibt es in nahezu allen Ländern der Erde aus verschiedenen Gründen:
- wegen besserer Arbeits- und Lebensbedingungen (besonders für angeworbene Arbeitskräfte, in Deutschland beispielsweise Gastarbeiter; Fachkräfte, die keine angemessene Arbeit finden, bzw. der hohen Steuer und Sozialabgabenlast entkommen wollen). (Sie werden abwertend auch Wirtschaftsflüchtlinge genannt.)
- Vermeidung von Steuerlast durch Personen mit hohen Einkünften oder Vermögenswerten
- aus politischen Gründen (beispielsweise politisch verfolgte Systemkritiker und Dissidenten (meist in Diktaturen) oder polizeilich verfolgte Straftäter)
- aus religiösen oder sprachlich-kulturellen Gründen
- zur Erhöhung der Lebensqualität bei gesichertem Lebensstandard (z. B. Emigration von Rentnern aufgrund besserer klimatischer Bedingungen in den „sonnigen Süden“ etwa in die Toskana, nach Mallorca, auf die Kanarischen Inseln, oder in den „Sunshine State“ Florida)
- als Flüchtlinge wegen akuter Bedrohung durch Krieg, Bürgerkrieg, Naturkatastrophen, Hungersnot oder durch gezielte Vertreibung. (Näheres unter Fluchtursachen.)
- in früheren Zeiten aufgrund von Versklavung
- aufgrund von im Zielland wartenden Familienangehörigen und Bekannten.

Formen der Behinderung von Auswanderung sind Grenzbefestigungen, die ein heimliches Verlassen unmöglich machen (z. B. beim Eisernen Vorhang in Mitteleuropa oder bei der Grenze zwischen den Vereinigten Staaten und Mexiko) aber auch fehlende Finanzen zur Deckung der Transportkosten (Armut).
Andererseits kann die Auswanderung staatlich gefördert werden, um die allgemeine Arbeitslosigkeit zu verringern, zum Beispiel in den 1960er Jahren in der Türkei, oder um gezielt unerwünschte arbeitslose Ausländer mit ihren Familien loszuwerden, so zum Beispiel in Spanien.
Nach dem Auswandererschutzgesetz von 1975 ist die geschäftsmäßige Beratung von an Auswanderung Interessierten in Deutschland eine erlaubnispflichtige Tätigkeit. Auch die Anreizung zur Auswanderung durch geschäftsmäßige Werbung ist verboten. Verboten ist eine Unterstützung von Auswanderern durch Unternehmen, internationale Einrichtungen oder ausländische Regierungen mit Zahlungshilfen, es sei denn, die Auswanderung erfolgt in Staaten der Europäischen Gemeinschaft. Damit will der Gesetzgeber verhindern, dass die Unsicherheit von Auswanderungswilligen finanziell ausgenutzt wird.

## Emigration in verschiedenen Ländern
Es gibt klassische Auswanderungsländer wie die Staaten der sog. Zweiten und Dritten Welt (Entwicklungsländer). Aber auch aus Staaten der Ersten Welt wandern Menschen aus, wie beispielsweise aufgrund Arbeitsmigration aus Polen, aus Rumänien und aus der Türkei. Darüber hinaus gibt es auch Länder, die Emigration nicht begrenzen müssen, weil sich aufgrund ihrer wirtschaftlichen Stärke oder sonstiger attraktiver Lebensbedingungen kein oder nur minimaler Emigrationsdruck aufbaut, zum Beispiel in den Vereinigten Staaten. Umgekehrt gefährdet massive Auswanderung, besonders wenn sie gemeinsam mit einer niedrigen Geburtenrate auftritt, die volkswirtschaftliche Zukunft von Ländern. Aktuell ist dies insbesondere in einigen osteuropäischen Ländern wie Bulgarien, Rumänien, Ungarn oder Serbien der Fall, insbesondere, wenn die Auswanderung durch EU-Freizügigkeitsabkommen stark vereinfacht wird. In diesen Ländern führt die lang anhaltende Auswanderung zum Rückgang und zur raschen Alterung der Gesamtbevölkerung.

### Deutschland
2006 wanderten 18.242 Deutsche von Deutschland in die Schweiz, in die USA 13.200, nach Österreich 10.300, nach Großbritannien 9.300, nach Polen 9.100, nach Spanien 8.100, nach Frankreich 7.500, nach Kanada 3.600, in die Niederlande 3.400 und in die Türkei 3.300 aus.
Insgesamt emigrierten 144.815 Deutsche. Im gleichen Zeitraum zogen ca. 128.000 Deutsche vom Ausland nach Deutschland. Insgesamt betrug die Zahl der Netto-Auswanderung 2005 somit ca. 17.000, was ungefähr 0,02 % der Bevölkerung entspricht. Weiterhin gibt es erhebliche Unterschiede innerhalb der Bundesrepublik, so findet erhöhte Auswanderung aus den nördlichen Bundesländern statt, während die Entwicklung in Bayern genau umgekehrt verläuft: Die Bevölkerung steigt kontinuierlich und Auswanderung von gebürtigen Bayern gilt als ungewöhnlich.
Absolut – also losgelöst von der Frage der Staatsbürgerschaft – sind im Jahre 2009 734.000 Menschen aus Deutschland ausgewandert. Im gleichen Zeitraum sind 721.000 nach Deutschland migriert. Davon waren 606.000 nicht deutscher Staatsbürgerschaft.
Im Jahre 2005 haben sich 160.000 Deutsche offiziell abgemeldet. Geschätzt wird die tatsächliche Zahl (incl. derer, die sich nicht abmelden) auf 250.000. Dies ist die höchste registrierte Auswanderung aus der Bundesrepublik seit 1950. Es sind insbesondere gut ausgebildete Fachleute, die emigrieren. Klaus J. Bade, Professor für Neueste Geschichte an der Universität Osnabrück und Migrationsexperte, spricht in dem Zusammenhang sehr pointiert von einer „migratorisch suizidalen Situation“ für Deutschland. Heinrich Alt, Bundesagentur-für-Arbeit-Vorstand, sagt (in Bezug auf arbeitsfähige Personen): „Es gehen derzeit mehr Inländer ins Ausland als Ausländer nach Deutschland kommen.“ Besondere Bedeutung für die deutsche Einwanderung in die Schweiz hat die geografische Nachbarschaft, die deutschsprachige Umgebung und insbesondere das schweizerische Steuerrecht, das hohe Vermögenswerte weniger stark besteuert, als dies in Deutschland der Fall ist. Die Schweiz hatte in den 2000er Jahren statistisch betrachtet von Jahr zu Jahr eine immer größere Einwanderung von Deutschen.
Dem Thema Auswanderung sind in Bremerhaven, Hamburg und Oberalben Museen gewidmet (siehe unten) und an anderen Standorten gehen Museumsabteilungen zum Beispiel auf regionale Auswanderungswellen oder die Vertreibung von Juden aus Deutschland ein. Auswanderung ist zudem ein Thema, das häufig im Fernsehen thematisiert wird. So zeigte die ARD als ein Living-History-Projekt 2004 mit der Reihe „Windstärke 8“ eine viel beachtete Zeitreise von insgesamt 37 Personen, die wie anno 1855 den Atlantik mit dem Traditionssegelschiff Bremen überqueren. Der Medienwissenschaftler Thomas Waitz hat in einer Untersuchung, die sich mit den Problematisierungen von Auswanderung im Fernsehen beschäftigt, festgehalten: „[A]nders als bei den meisten anderen gesellschaftlichen Phänomenen haben sich im Hinblick auf Auswanderung eigenständige Programmformate mit eigenen Konventionen und narrativen Strategien entwickelt.“
Im Jahr 2009 verließen 40.000 Personen Deutschland und zogen in die Türkei, viele von ihnen gut ausgebildet. Für Akademiker ist fehlendes Heimatgefühl mit 41,3 Prozent der am häufigsten genannte Grund dafür, in die Türkei zu ziehen. (Siehe hierzu auch: Türkeistämmige in Deutschland#Auswanderung in die Türkei.)
Nachdem 2008 mit 161.105 deutschen Auswanderern ein Rekordjahr war, kehrten im Jahr 2009 offiziell nur 154.989 Deutsche ihrer Heimat den Rücken. Davon siedelten allein 106.286 ins europäische Ausland, 23.462 wanderten nach Amerika aus, 14.592 nach Asien, 5.198 nach Afrika und 4.894 nach Australien bzw. Ozeanien.
Im Jahr 2009 kehrten hingegen insgesamt 114.700 Deutsche nach Deutschland zurück. Davon kamen 74.417 Rückwanderer aus europäischen Ländern, 18.718 aus Amerika, 12.685 aus Asien, 4.715 von Afrika und 3.378 von Australien bzw. Ozeanien.
Im Jahr 2010 war die Auswanderung Deutscher mit 141.000 weiterhin etwas rückläufig. Im gleichen Jahr verließen hingegen 529.606 Nichtdeutsche das Land. Die Hauptauswanderungsländer der Deutschen waren die Schweiz (22.034), die USA (12.986), Österreich (10.831) und Polen (9.434). 114.712 Deutsche kehrten zurück nach Deutschland. Zusätzlich wanderten 683.529 Nichtdeutsche ein.
Für das Jahr 2015 wurden 138.273 ausgewanderte Deutsche gezählt. Zum Jahr 2016 wurde die Erhebungsmethode geändert: Seitdem werden alle Deutschen, die sich abmelden und nirgendwo anders in Deutschland erfasst sind, in der Bevölkerungsstatistik als Auswanderer gezählt (Deutsche, die im Land untertauchen, werden also mitgezählt, wobei man hier von einem sehr geringen Anteil ausgeht). Bis 2015 wurden Fortzüge von Deutschen nur dann als Auswanderung erfasst, wenn der neue Wohnort im Ausland bekannt war. Die Zahl der ausgewanderten Deutschen war 2016 nach der neuen Erhebungsmethode 281.411, nach der früheren Erhebungsmethode wären es etwa 131.000 gewesen.

### Österreich

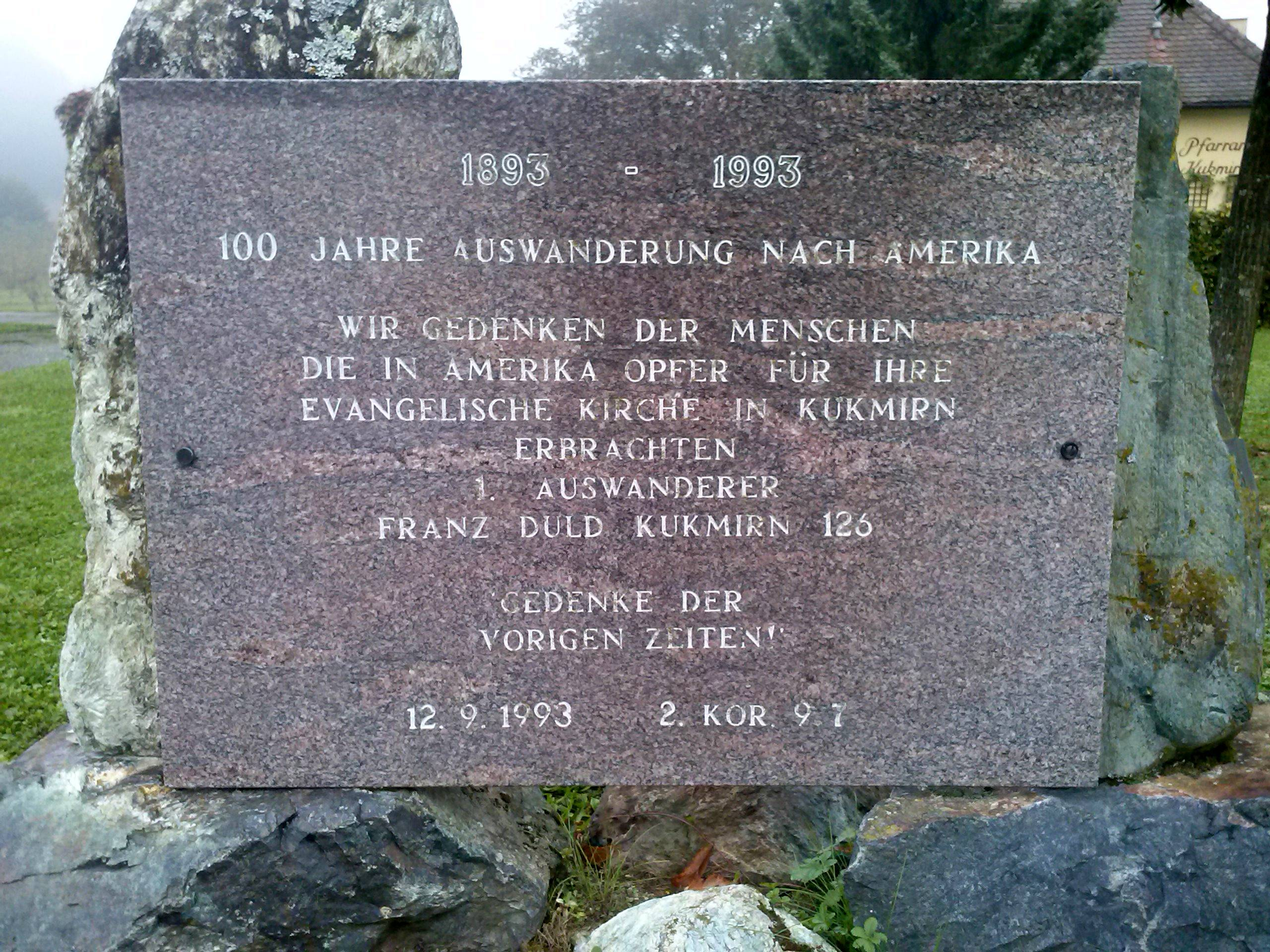
Eine Gedenktafel in Kukmirn erinnert an die großzügige Unterstützung der Auswanderer für ihre Kirche in der alten Heimat.

In Österreich waren vor allem die Gebiete der westungarischen Komitate, die 1921 im Zuge der Landnahme des Burgenlandes zu Österreich kamen, das Auswanderungsland schlechthin. So wanderten Schätzungen zufolge bis zum Jahre 1923 etwa 40000 Burgenländer in die USA aus, sodass manche Dörfer mehr als 10 Prozent ihrer Bevölkerung verloren. Hohe Geburtenraten und sinkende Sterberaten aufgrund verbesserter ärztlicher Versorgung sorgten für einen Bevölkerungsüberdruck in den Dörfern, der sich durch die Amerikawanderung entlud.

### Schweden
Zwischen 1815 und 1850 stieg die Bevölkerungszahl in Schweden vor allem durch Zuwachs auf dem Land von 2,5 auf 3,5 Millionen. Eine Lösung der daraus resultierenden sozialen Probleme bot die Auswanderung, die 1840 einsetzte und in den 1880er Jahren ihren Höhepunkt erreichte. Bis 1930 verließen mehr als 1,2 Millionen Schweden das Land.

### Tschechoslowakei
Zwischen der Einverleibung des Sudetenlandes im Rahmen des Münchner Abkommens und der Okkupation durch das Dritte Reich verließen viele gefährdete Menschen das Land. Viele von ihnen hatten bereits vorher vor den Nazis aus Deutschland fliehen müssen.
Nach dem Krieg kamen zwar viele Emigranten zurück, doch etliche verließen enttäuscht rasch wieder ihre Heimat. Neben der Vertreibung der deutschen Bevölkerung verlor das Land auch Tausende von Tschechen und Slowaken. Nach der kommunistischen Machtübernahme im Februar 1948 flüchteten bis zur Revolution von 1989 etwa eine halbe Million Tschechen und Slowaken in den Westen (davon 60.000 unmittelbar nach dem Februarumsturz 1948, etwa 245.000 nach der Niederschlagung des Prager Frühlings 1968) sowie nach den Ausweisungen nach der Gründung der Charta 77 im Jahre 1977.

## Museen, Ausstellungen
- Das Deutsche Auswandererhaus ist ein Museum in Bremerhaven mit dem zentralen Thema der Auswanderung Deutscher – insbesondere in die USA – zu verschiedenen Epochen. (Es wurde eröffnet im August 2005.)
- Das Hamburger Auswanderermuseum BallinStadt (eröffnete im Juli 2007).
- Das Jüdische Museum Berlin zeigt dem Besucher zwei Jahrtausende deutsch-jüdischer Geschichte, die Höhe- und Tiefpunkte der Beziehungen zwischen Juden und Nichtjuden in Deutschland. Dabei waren Immigration und Emigration oder Vertreibung/Flucht ein wiederkehrender Topos. Das Museum beherbergt unter anderem eine Dauer- und Wechselausstellungen sowie Forschungseinrichtungen.
- Das Auswanderermuseum Oberalben thematisiert insbesondere die Auswanderung aus der Pfalz.
- Das Donauschwäbische Zentralmuseum in Ulm thematisiert die Auswanderung nach Ungarn (heute Ungarn, Rumänien, Serbien, Kroatien) im 18. Jahrhundert, das multiethnische Zusammenleben an der mittleren Donau sowie Flucht und Vertreibung von Deutschen als Folge des Zweiten Weltkriegs.
- In den HAPAG-Hallen am Steubenhöft in Cuxhaven befindet sich eine Dauerausstellung „Abschied nach Amerika“. Thematisiert wird die Auswanderung über Hamburg/Cuxhaven mit Schiffen der Reederei HAPAG nach Nordamerika.